# コウズマユウタ Sunday Cruisin'
『コウズマユウタ Sunday Cruisin'』（コウズマユウタ サンデークルージン）は、2021年10月3日からRKB毎日放送（RKBラジオ）で毎週日曜日に放送されている音楽番組である。

## 概要
日曜日の夕方の行楽やドライブからの帰宅時に、車内などで聞きたいドライブミュージックを中心にリスナーから寄せられたリクエスト曲を、時にゲストコーナーを交えながら送る。

## 放送時間
- 日曜 16:00 - 18:00（2021年10月 - 2023年3月）
- 日曜 16:00 - 17:35（2023年4月 - ）

年度上半期には、2024年度から『RKBエキサイトホークス＆コウズマユウタ Sunday Cruisin'』としたうえで、そのホークス戦デーゲーム中継が16:00以後続いていた場合には、先にフロート番組扱いでホークス戦の中継を行った後、試合終了後から最大17:35まで当番組のスタジオから放送を行う。したがって、スタジオパートの開始時刻はX（旧Twitter）で公表される。
まれに、夏季を中心にしてホークス戦が薄暮デーゲーム（16・17時台）・ナイター（18時以後）で開催される場合があり、その場合はスポンサーの都合で必ず放送しなければならない野球中継当該時間帯に本来放送すべき一部番組の繰り上げ放送を行うことがあり、それらによって休止や短縮処置（まれに薄暮開催の試合終了後放送の場合もある）をとる場合もある（仮に雨天中止となった場合でも当番組の通常バージョンは放送されず、野球開催時の編成に準じた一部レギュラー番組の繰り上げならびに野球中継当該時の『エキサイトホークス応援団』の放送に振り替える）。